# 1월 7일
1월 7일은 그레고리력으로 7번째(윤년일 경우도 7번째) 날에 해당한다.

## 사건
- 1325년 - 알폰소 4세가 포르투갈의 왕이 되다.
- 1558년 - 프랑스가 영국으로부터 칼레를 탈환하다.
- 1566년 - 교황 비오 5세가 선출되다.
- 1608년 - 미국 버지니아주 제임스타운에서 화재가 발생하다.
- 1610년 - 갈릴레오 갈릴레이가 갈릴레이 위성을 처음으로 관측하다.
- 1782년 - 미국 의회가 최초의 국립은행인 뱅크 오브 노스 아메리카를 필라델피아에 설립하다.
- 1895년 - 고종, 종묘에서 홍범 14조 선포.
- 1941년 - 신사군 사건, 제2차 국공 합작 결렬
- 1946년 - 대한민국에서 신탁통치를 반대하는 우익계열 학생들의 총연합체 반탁전국학생연맹의 위원장에 이철승이 선출되다.
- 1993년 - 충청북도 청주시에서 우암상가아파트 붕괴 사고가 일어나다.
- 2008년 - 2008년 이천 냉동창고 화재 사고가 일어나다.
- 2011년 - 조선민주주의인민공화국의 선전매체인 우리민족끼리가 디시인사이드 유저들에 의해 해킹당했다.
- 2012년 - 뉴질랜드의 카터턴에서 열기구가 추락해 11명이 사망하다.
- 2015년 - 프랑스의 샤를리 에브도(프랑스 파리 주간지 회사)에서 테러가 발생해 12명이 사망했다.

## 문화
- 1762년 - 오스트리아 모차르트가 첫 번째 연주여행을 시작하다.
- 2000년 - 현대 모터스 재팬 주식 회사가 설립되었다.
- 2005년 - 골프채널 J골프 개국.
- 2019년 - 다음 아고라 서비스가 종료되었다.

## 탄생
- 1502년 - 제226대 로마의 교황 교황 그레고리오 13세. (~1585년)
- 1537년 - 조선의 문신, 성리학자 이이(李珥). (~1584년)
- 1768년 - 스페인 나폴리와 스페인 국왕, 나폴레옹 보나파르트의 형 조제프 보나파르트 (~1844년)
- 1796년 - 영국의 왕 조지 4세의 유일한 외동딸, 상속자 웨일스 공녀 샬럿. (~1817년)
- 1800년 - 미국의 제13대 대통령 밀러드 필모어. (~1874년)
- 1831년 - 독일의 정치인 하인리히 폰 슈테판. (~1897년)
- 1845년 - 바이에른 왕국의 마지막 국왕 루트비히 3세. (~1921년)
- 1864년 - 대한제국의 독립운동가, 언론인, 미국의 의사 서재필. (~1951년)
- 1880년 - 대한제국의 독립운동가 박종봉. (~1969년)
- 1895년 - 루마니아의 피아노 연주자 클라라 하스킬. (~1960년)
- 1896년 - 독일의 언론인, 정치인 빌리 아이흘러. (~1971년)
- 1926년 - 대한민국의 정치가 김종필. (~2018년)
- 1928년 - 미국의 작가 윌리엄 피터 블래티. (~2017년)
- 1930년
  - 조선민주주의인민공화국의 군인 겸 정치인 오극렬. (~2023년)
  - 오스트리아의 피겨 선수 수시 기에비슈.
- 1931년 - 대한민국의 정치인 김기형. (~2024년)
- 1935년 - 대한민국의 정치인 하대돈. (~2013년)
- 1936년 - 루마니아의 배우 이오아나 불커. (~2025년)
- 1939년 - 그리스의 왕자 그리스와 덴마크의 왕자 미하일. (~2024년)
- 1940년 - 대한민국의 기업인, 공무원 김백준. (~2022년)
- 1942년 - 일본의 생화학자, 분자신경과학자 나카니시 시게타다.
- 1943년 - 종이학 접기로 유명한 일본의 소녀 사사키 사다코. (~1955년)
- 1945년 - 대한민국의 목회자 김삼환.
- 1948년 - 일본의 가수, 성우 미즈키 이치로. (~2022년)
- 1952년 - 홍콩의 배우 홍금보.
- 1954년 - 대한민국의 기업인 장성수.
- 1956년 - 미국의 배우 데이비드 카루소.
- 1958년 - 대한민국의 교사 출신 노동운동가 노옥희. (~2022년)
- 1959년 - 대한민국의 정치인 조원진.
- 1961년 - 대한민국의 정치인 백영현.
- 1963년
  - 대한민국의 가수 우순실.
  - 루마니아의 레슬링 선수 이오안 그리고라슈.
  - 미국의 정치인 랜드 폴.
- 1964년
  - 대한민국의 공무원, 정치인 박수영.
  - 미국의 배우 니컬러스 케이지.
  - 불가리아의 레슬링 선수 브라탄 체노프.
- 1968년 - 대한민국의 전 야구 선수 강형석.
- 1970년 - 대한민국의 정치인 오승록.
- 1971년 - 미국의 배우 제러미 레너.
- 1972년
  - 대한민국의 각본 작가 김은희.
  - 대한민국의 가수, 작곡가 이경섭.
  - 대한민국의 성우 임아영.
- 1974년 - 스페인의 전 축구 선수 훌렌 게레로.
- 1975년 - 대한민국의 가수 윤건.
- 1976년 - 벨라루스의 레슬링 선수 드미트리 데벨카. (~2024년)
- 1978년 - 싱가포르의 전 축구 선수 대니얼 베넷.
- 1979년
  - 대한민국의 배우 하재숙.
  - 일본의 성우 혼나 요코.
- 1982년
  - 대한민국의 방송인 에이미.
  - 대한민국의 성우 이지현.
  - 아일랜드의 권투 선수 케니 이건.
  - 오스트레일리아의 축구 선수 제이드 노스.
  - 일본의 배우 토미타 쇼.
  - 조선민주주의인민공화국의 축구 선수 량용기.
- 1983년
  - 대한민국의 야구 선수 윤승균.
  - 대한민국의 희극인 장효인.
  - 대한민국의 레이싱모델 출신 배우 구지성.
- 1984년
  - 대한민국의 모델, 배우 공현주.
  - 미국의 야구 선수 존 레스터.
- 1986년
  - 대한민국의 성우 김채하.
  - 대한민국의 쇼트트랙 선수 김민지.
- 1987년 - 대한민국의 모델 송해나.
- 1988년
  - 네덜란드의 음악 프로듀서 하드웰.
  - 대한민국의 배우 임주은.
  - 미국의 배우, 가수 헤일리 베넷.
- 1990년 - 대한민국의 가수 신성진.
- 1991년
  - 대한민국의 정치인 여명.
  - 남아프리카 공화국의 육상 선수 캐스터 세메냐.
  - 벨기에의 축구 선수 에덴 아자르.
  - 프랑스의 축구 선수 클레망 그르니에.
  - 대한민국의 배우 안우연.
  - 대한민국의 정치인, 서울특별시의회 의원 여명.
- 1992년
  - 대한민국의 배우 박경순.
  - 대한민국의 트로트 가수 이찬성.
  - 스위스의 축구 선수 로리스 베니토.
- 1993년
  - 대한민국의 가수 신현희.
  - 슬로베니아의 축구 선수 얀 오블라크.
- 1994년 - 대한민국의 배우 이선빈.
- 1995년
  - 대한민국의 배우 오진석.
  - 대한민국의 유튜버 잼미님. (~2022년)
  - 대한민국의 배우 홍서영.
- 1996년
  - 대한민국의 배우 박소은.
  - 중화인민공화국의 바둑 기사 판윈뤄. (~2020년)
  - 모로코의 육상 선수 수피안 엘바칼리.
- 1997년
  - 대한민국의 가수 이새롬 (Fromis 9).
  - 대한민국의 가수 유현 (드림캐쳐).
  - 대한민국의 가수 지니 (굿데이).
  - 대한민국의 배우 유현주.
  - 대한민국의 야구 선수 최원태.
  - 대한민국의 축구 선수 김강국.
  - 대한민국의 전 오브 레전드 프로게이머 노바.
  - 일본의 가수 이시다 아유미.
- 1999년 - 일본의 스케이트보딩 선수 호리고메 유토
- 2000년 - 대한민국의 유도 선수 김하윤.
- 2001년 - 프랑스의 유도 선수 조앙뱅자맹 가바.
- 2004년 - 미국의 배우 소피아 와일리.
- 2009년 - 대한민국의 배우 김하나.
- 2013년 - 대한민국의 배우 김연우.

## 사망
- 1536년 - 영국왕 헨리 8세의 첫 번째 부인 카탈리나 다라곤 왕녀. (1485년~)
- 1655년 - 교황 인노첸시오 10세. (1574년~)
- 1754년 - 조선 후기의 문신, 외척 정우량(1692년 ~ )
- 1890년 - 독일 제국의 초대 황후 아우구스타 작센바이마르아이제나흐 대공녀. (1811년~)
- 1943년 - 미국의 발명가 니콜라 테슬라. (1856년~)
- 1947년 - 대한민국의 시인 홍사용. (1900년~)
- 1989년 - 일본의 제124대 천황 쇼와 천황. (1901년~)
- 1998년
  - 미국의 수학자 리처드 해밍. (1915년~)
  - 크로아티아계 스위스의 수상자 블라디미르 프렐로그. (1906년~)
- 2002년 - 대한민국의 비전향 장기수 신인영. (1929년~)
- 2004년 - 스웨덴의 배우 잉리드 툴린. (1926년~)
- 2005년 - 대한민국의 가수 길은정. (1961년~)
- 2008년 - 대한민국의 작곡가, 교육자, 언론인 김연준. (1914년~)
- 2017년 - 포르투갈의 제17대 대통령 마리우 소아르스. (1924년~)
- 2018년 - 프랑스의 가수 프랑스 갈. (1947년~)
- 2018년 - 뉴질랜드의 정치인 짐 앤더튼. (1938년~)
- 2019년 - 대한민국의 가수 진형. (1985년~)
- 2020년 - 캐나다의 음악가 닐 피어트. (1952년~)
- 2021년
  - 대한민국의 방송인 경동호. (1981년~)
  - 미국의 영화배우 발 베틴. (1923년~)
  - 미국의 영화배우 마리온 램지. (1947년~)
  - 미국의 영화배우 타키 키무라. (1924년~)
  - 미국의 야구인 토미 라소다. (1927년~)
  - 잉글랜드의 영화 감독 마이클 앱티드. (1941년~)
- 2022년 - 프랑스의 정치인 조제 에브라르. (1945년~)
- 2023년
  - 러시아의 수학자 유리 마닌. (1937년~)
  - 미국의 영화배우 애덤 리치. (1968년~)
  - 카메룬의 축구 선수 모데스트 음바미. (1982년~)
- 2024년
  - 대한민국의 정치인 국종남. (1937년~)
  - 독일의 축구인 프란츠 베켄바워. (1945년~)
- 2025년
  - 프랑스의 정치인 장마리 르펜. (1928년~)
  - 대한민국의 성우 유호한. (1972년~)
  - 튀르키예의 바이올린연주자 아이라 에르두란. (1934년~)

## 기념일
- 세븐 허브 축제(Nanakusa no sekku): 일본
- 삼색기의 날(Festa del Tricolore): 이탈리아
- 12월 25일(율리우스력): 동방 정교회 및 콥트 교회의 성탄절, 이슬람 국가인 이집트는 2003년부터 공휴일로 지정됨.

## 같이 보기
- 전날: 1월 6일 다음날: 1월 8일 - 전달: 12월 7일 다음달: 2월 7일
- 음력: 1월 7일
- 모두 보기